# Divinità induiste
Le divinità induiste sono le forme divine adorate nell'Induismo, la religione dominante del subcontinente indiano.
Questa religione, nella sua forma moderna, si compone di tre grandi tradizioni: shivaismo, vishnuismo e shaktismo, i cui seguaci considerano rispettivamente Shiva, Visnù o la Shakti (quest'ultima chiamata anche Devī) come esser la divinità suprema.
L'induismo viene considerata la religione più antica (Ur-religion) esistente al mondo e i suoi praticanti si riferiscono ad essa come all'eterna legge (Sanatana Dharma).
Lista di divinità e personaggi mitologici dell'induismo:

## A
Saverio Capellupo · Aditī · Aditya · Agastya · Agni · Ambalika · Ambika · Amitabha · Ammavaru · Amrita · Aṃśa · Ananda · Angiras · Anjana · Annapurna · Anumati · Anuradha · Apsaras · Aranyani · Ardhanarishvara · Ardra · Arjuna · Aruṇa · Arundhati · Aryaman · Ashvatthaman · Ashvin · Aslesa · Asura · Atri · Avatāra · Ayyappan

## B
Balarāma · Bali · Balin · Bhadra · Bhaga · Bhagiratha · Bhrighu · Bhutamata · Bhuta · Brahmā · Brahman · Brihaspati · Buddha · Buddhi · Budha

## C
Chaitanya · Chamunda · Chandanayika · Chandra · Chhaya · Chinnamastaka · Chitragputa

## D
Ḍākinī · Daksha · Deva · Devadatta · Devaki · Devī · Dhama · Dhanistha · Dhanvantari · Dhara · Dhāraṇī · Dhatar · Dhatri · Dhati Mata · Dhruva · Diti · Draupadi · Durgā · Duryodhana · Dyaus · Dyavaprivithi

## G
Gandharva · Ganesha · Gaṅgā · Garuḍa · Gommateshvara

## H
Hanuman · Harihara · Hārītī · Hayagriva · Himavat · Hiranyakashipu · Hiranyaksha

## I
Ida · Ila · Indra · Indrani

## J
Jagannātha · Jalandhara · Jambavat · Jambavan · Jara · Jaṭāyu

## K
Kadru · Kalanemi · Kālī · Kalki · Kama · Kamadhenu · Kamsa · Kansa · Karttikeya · Kasyapa · Katavul · Kaduvul · Karna · Kaurava · Kausalya · Ketu · Kinnara · Kistnerappan · Korrawi · Kratu · Krishna · Kubera · Kumara · Kumbhakarna · Kundalini · Kunti · Kūrma

## L
Lakshmi · Lingam · Lokapāla

## M
Madya · Mahakala · Maithuna · Maitreya · Manasa · Mānasaputra · Mandala · Mangala · Mansa · Manu · Marichi · Mārtanda · Maru · Marut · Matsya · Maya · Menavati · Meru · Mitra · Muchalinda · Mudrā · Murukan

## N
Nāga · Nagina · Nakula · Nandi · Nandini · Narada · Narasiṃha · Nirrita · Nirriti

## P
Pandava · Pangika · Parashurama · Parjanya · Parvati · Paśupati · Pisaka · Prahlada · Prajapati · Prisni · Prithvi · Pulaha · Pulastya · Purusha · Pushan · Pūtanā

## R
Rahu · Rakshasa · Rāma · Rati · Rātrī · Rāvaṇa · Revanta · Ribhu · Rishi · Rohini · Rudra · Rudras · Rudrani · Rukmini · Riddhi

## S
Sadhya · Sagara · Sahadeva · Saktassura · Samantbhadra · Sâmba · Saranyu · Sarasvati · Sati · Savitri · Shakti · Shani · Shasti · Shatarupa · Shesha · Shitala · Shiva · Shri · Shukra · Siddhi · Sītā · Skanda · Soma · Sugriva · Sumitra · Sumeru · Sūrya

## T
Tapati · Tara · Tārakāsura · Tirthankara · Tridevi · Trimurti · Trinavarta · Tvashtri

## U
Ugrasena · Uma · Urvashi · Uṣas

## V
Vāc · Varaha · Vali · Vāmana · Vanadevata · Varchas · Varuṇa · Varuni · Vasishtha · Vasudeva · Vasuki · Vasu · Vāyu · Vibishana · Vinata · Viraj · Virupaksa · Visnù · Vishvakarman · Vishvamitra · Vishvarupa · Vrishti · Vritra

## Y
Yaksha · Yama · Yamuna · Yashodharā · Yashoda · Yogini · Yudhisthira

### Altre letture
- Chandra, Suresh (1998). Encyclopaedia of Hindu Gods and Goddesses. Sarup & Sons, New Delhi, India. ISBN 81-7625-039-2.
- Pattanaik, Devdutt (2003). Indian mythology: tales, symbols, and rituals from the heart of the Subcontinent. Inner Traditions / Bear & Company. ISBN 0-89281-870-0.
- Kinsley, David. Hindu Goddesses: Vision of the Divine Feminine in the Hindu Religious Traditions. Motilal Banarsidass, New Delhi, India. ISBN 81-208-0379-5.